# Rally Australia
Rally Australia är en rallytävling som ingår i rally-VM med bas i Coffs Harbour, New South Wales.
Tävlingen hölls i och omkring Perth i den australiska delstaten Western Australia mellan 1988 och 2006.
Rallyt bestod av specialsträckor i de skogbevuxna bergsområdena omkring Perth och åskådarvänliga superspecialsträckor som hölls i Langley Park (mellan 1992 och 2002 samt 2005) eller Gloucester Park (2003, 2004 och 2006).
Rally Australia är populärt både bland åskådare och deltagare. Rallyt utsågs till "årets rally" 1995, 1999 och 2000 av VM-teamen. Trots detta har sade Western Australias turistråd på grund av lönsamhetsproblem upp kontraktet med internationella bilsportförbudet FIA, vilket gjorde 2006 års rally det sista i Perth. Efter planer på att fortsätta i Queensland med start 2008, blev det istället klart att rallyt hamnade i New South Wales. Enligt planerna skulle rallyt hållas vartannat år mellan 2009 och 2017.
Rallyt hade nu flyttats till Kingscliff i New South Wales. Inför Australiens nästa tur att anordna tävlingen, 2011, hade man flyttat igen med ny bas i Coffs Harbour, längre norrut i New South Wales. Planerna på att hålla rallyt vartannat år skrotades och sedan 2013 har Rally Australia varit en fast deltävling i Rally-VM varje år.

## Förhållanden
Specialsträckorna utgörs av tidvis mycket smala skogsvägar med "kullagergrus" som ger ett halt underlag. 2006 års vinnare Mikko Hirvonen beskrev det som att köra på is på sina ställen. Detta är särskilt besvärligt för de förare som kör först på sträckorna.
Under 2006 års rally gjorde det mycket torra och vindstilla vädret det besvärligt även för efterföljande förare; Petter Solberg tvingades stanna på den nionde sträckan på grund av vägdamm som hängde kvar i luften och gjorde det omöjligt att se vägen. Solberg har även haft otur under tidigare upplagor. 2005 års rally slutade för hans del när han kolliderade med en känguru.
Rallyt är även känt för de spektakulära luftfärder vid Bunningshoppen när tävlingen hölls i Perth, som även hade ett vattenhinder i slutet av den branta och guppiga nedförsbacken.
Sedan rallyt flyttats till New South Wales har vägarna varit av mer nordeuropeisk karaktär med mindre "rött grus" och mer jordbrukslandskap.

## Vinnare
| År   | Förare                                       | Kartläsare                                   | Bil                                          |
| ---- | -------------------------------------------- | -------------------------------------------- | -------------------------------------------- |
| 2019 | Kördes ej på grund av skogsbränder i området | Kördes ej på grund av skogsbränder i området | Kördes ej på grund av skogsbränder i området |
| 2018 | Jari-Matti Latvala                           | Miikka Anttila                               | Toyota Yaris WRC                             |
| 2017 | Thierry Neuville                             | Nicolas Gilsoul                              | Hyundai i20 WRC                              |
| 2016 | Andreas Mikkelsen                            | Anders Jæger                                 | Volkswagen Polo R WRC                        |
| 2015 | Sébastien Ogier                              | Julien Ingrassia                             | Volkswagen Polo R WRC                        |
| 2014 | Sébastien Ogier                              | Julien Ingrassia                             | Volkswagen Polo R WRC                        |
| 2013 | Sébastien Ogier                              | Julien Ingrassia                             | Volkswagen Polo R WRC                        |
| 2011 | Mikko Hirvonen                               | Jarmo Lehtinen                               | Ford Fiesta RS WRC                           |
| 2010 | Inget VM-rally                               | Inget VM-rally                               | Inget VM-rally                               |
| 2009 | Mikko Hirvonen                               | Jarmo Lehtinen                               | Ford Focus RS WRC 09                         |
| 2008 | Inget VM-rally                               | Inget VM-rally                               | Inget VM-rally                               |
| 2007 | Inget VM-rally                               | Inget VM-rally                               | Inget VM-rally                               |
| 2006 | Mikko Hirvonen                               | Jarmo Lehtinen                               | Ford Focus WRC                               |
| 2005 | François Duval                               | Sven Smeets                                  | Citroën Xsara WRC                            |
| 2004 | Sébastien Loeb                               | Daniel Elena                                 | Citroën Xsara WRC                            |
| 2003 | Petter Solberg                               | Phil Mills                                   | Subaru Impreza WRC                           |
| 2002 | Marcus Grönholm                              | Timo Rautiainen                              | Peugeot 206 WRC                              |
| 2001 | Marcus Grönholm                              | Timo Rautiainen                              | Peugeot 206 WRC                              |
| 2000 | Marcus Grönholm                              | Timo Rautiainen                              | Peugeot 206 WRC                              |
| 1999 | Richard Burns                                | Robert Reid                                  | Subaru Impreza WRC                           |
| 1998 | Tommi Mäkinen                                | Risto Mannisenmäki                           | Mitsubishi Lancer Evo V                      |
| 1997 | Colin McRae                                  | Nicky Grist                                  | Subaru Impreza 555                           |
| 1996 | Tommi Mäkinen                                | Seppo Harjanne                               | Mitsubishi Lancer Evo                        |
| 1995 | Kenneth Eriksson                             | Staffan Parmander                            | Mitsubishi Lancer Evo                        |
| 1994 | Colin McRae                                  | Derek Ringer                                 | Subaru Impreza 555                           |
| 1993 | Juha Kankkunen                               | Nicky Grist                                  | Toyota Celica GT4                            |
| 1992 | Didier Auriol                                | Bernard Occelli                              | Lancia HF Integrale                          |
| 1991 | Juha Kankkunen                               | Juha Piironen                                | Lancia Lancia Delta Integrale 16V            |
| 1990 | Juha Kankkunen                               | Juha Piironen                                | Lancia Delta Integrale                       |
| 1989 | Juha Kankkunen                               | Juha Piironen                                | Toyota Celica GT4                            |
| 1988 | Ingvar Carlsson                              | Per Carlsson                                 | Mazda 323 4WD                                |